# Yevgueni Nesterenko
Yevgueni Yevguénievich Nesterenko (Moscú, 8 de enero de 1938 - Viena, 20 de marzo de 2021) fue un bajo de ópera soviético y ruso.

## Biografía
La primera profesión de Nesterenko fue la arquitectura, graduándose así de la Universidad Estatal de Arquitectura e Ingeniería Civil de San Petersburgo en San Petersburgo. Pero fue llamado a la música y estudió con Vasily Lukanin en el Conservatorio de San Petersburgo. En su último año en el conservatorio (1965), Nesterenko fue invitado a cantar en el Teatro Maly de San Petersburgo (ahora Mijáilovski) y después de graduarse se unió al famoso Teatro Mariinski de Ópera y Ballet. Ganó la medalla de oro en el IV Concurso Internacional Chaikovski de Moscú, que le dio entrada al Teatro Bolshói de Moscú.
En total, Nesterenko ha cantado más de 80 partes de bajo importantes y ha realizado 21 óperas en sus idiomas originales. Interpretó los papeles principales en óperas de Glinka, Músorgski, Chaikovski y Borodín, y fue el primero en interpretar muchas obras de Shostakóvich, Svirídov y Taktakishvili.
El enorme repertorio de Nesterenko abarca desde graves profundos hasta partes de barítono en óperas de compositores clásicos rusos y europeos occidentales. Con frecuencia se considera que su mejor papel es el del zar Borís en la ópera Borís Godunov de Músorgski, que le valió la medalla "Golden Viotti" en Italia en 1981.
Los escenarios en los que ha actuado Nesterenko incluyen muchos de los mejores y más prestigiosos del mundo, como el Royal Opera House de Londres, la Ópera Estatal de Viena y La Scala de Milán. Ha sido galardonado con los más altos premios austriacos, italianos, alemanes y rusos por su canto. Es el ganador del premio Giovanni Zenatello "Por una destacada personificación del personaje central de la ópera Atila de Verdi". Es el ganador del Premio Chaliapin de la Academia de Creatividad y poseedor de muchos otros títulos y premios.
Nesterenko ha grabado alrededor de 70 discos y discos, incluyendo 20 óperas en su totalidad. También fue un destacado cantante de cámara con un gusto sutil, expresividad y sentido del estilo.
Últimamente también se ha hecho conocido como un maestro sobresaliente. Enseñó en el Conservatorio de Moscú y en la Escuela Superior de Música de Viena. Nesterenko es autor de dos libros, My Way of Working with Singers y Reflections on My Profession, y es autor de más de 200 artículos impresos. Además, fue uno de los jurados de competiciones musicales más experimentados del mundo.
Falleció el 20 de marzo de 2021 a los ochenta y cuatro por causa de COVID-19, en Viena, Austria lugar donde vivió sus últimos años de vida.